# Aetheolepis
Aetheolepis is een geslacht van uitgestorven straalvinnige beenvissen die leefden tijdens het Jura in zoetwateromgevingen in wat nu West-Australië en New South Wales is. 
Het bevat als enige soort Aetheolepis mirabilis, benoemd door Arthur Smith Woodward in 1895, samen met andere Talbragar-vissen. De geslachtsnaam betekent 'vuurschub'. De soortaanduiding betekent 'de wonderlijke'. Fossielen van Aetheolepis mirabilis zijn gevonden in de fossiele bedden van de Talbragar-rivier in de woestijn van New South Wales en het Colalura-zandsteen van West-Australië.
Aetheolepis, ook wel in een eigen Aeteholipidae ondergebracht, werd eerder beschouwd als een archaeomaenide, totdat een onderzoek uit 2016 tot de conclusie kwam dat het een lid van de familie Dapediidae betrof, vooral gezien de gebitskenmerken. Net als andere dapediiden had het een hoog, schijfvormig lichaam.